# Safer Mode Extensions
Safer Mode Extensions, SMX — расширение системы команд 64- и 32-битных процессоров Intel (архитектур Intel 64 и IA-32), которое предоставляет интерфейс программирования для создания контролируемой  доверенной среды у конечных пользователей.

## Описание
Safer Mode Extensions позволяет организовать в процессорах Intel управляемую среду (англ. measured environment), которая включает в себя следующие компоненты:
- управляющий измеряемой средой исполнения (Measured Launched Environment, MLE); он может быть основан на мониторе виртуальных машин (Virtual Machive Monitor, VMM), измеряемый монитор виртуальных машин сокращённо называется MVMM;
- механизмы защиты и хранения результатов измерений в защищённом месте вычислительной платформы;
- защитные механизмы, предотвращающие попытки изменения VMM.

Safer Mode Extensions реализуются командой процессора GETSEC.
Safer Mode Extensions являются частью технологии Trusted Execution Technology.
Для хранения данных SMX используются регистры Trusted Platform Module (TPM).